# Eketrä
Eketrä är en adelsätt ur den svenska uradeln.
Den adlades 1607 och utslocknade på svärdssidan 1893.